# Lista över albumettor på Gaon Chart 2011
Detta är en lista över albumettor på Gaon Chart under år 2011. Gaon Chart är sammanställningen av försäljningen av musik i Sydkorea och drivs av Korea Music Content Industry Association (KMCIA). Album Chart publiceras varje vecka och visar listan över de mest sålda albumen i landet genom fysisk försäljning. Album Chart, som inkluderar studioalbum, EP-skivor och singelalbum, är en sammanställning av data försedd av landets största musikförsäljare och distributörer.

## Vecka

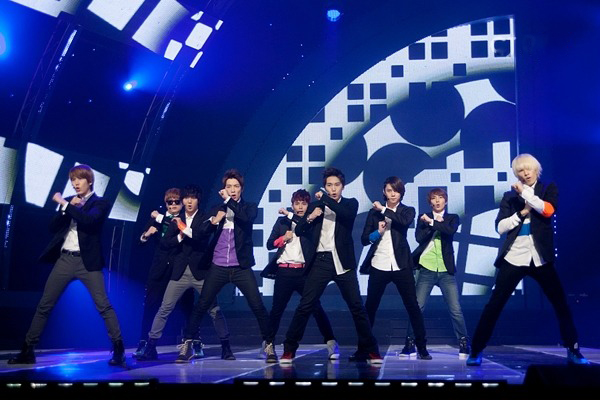
Super Junior låg etta på listan i fyra veckor med sitt album Mr. Simple, samt ytterligare en vecka med nyutgåvan A-CHA.

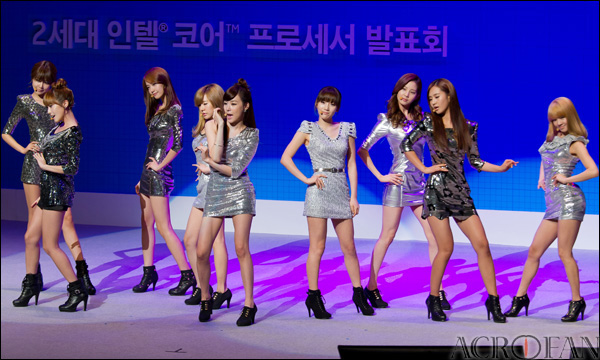
Girls' Generation låg etta på listan i sex veckor med tre olika albumsläpp under året. The Boys som låg etta på listan i fyra veckor var också årets mest sålda album i Sydkorea.

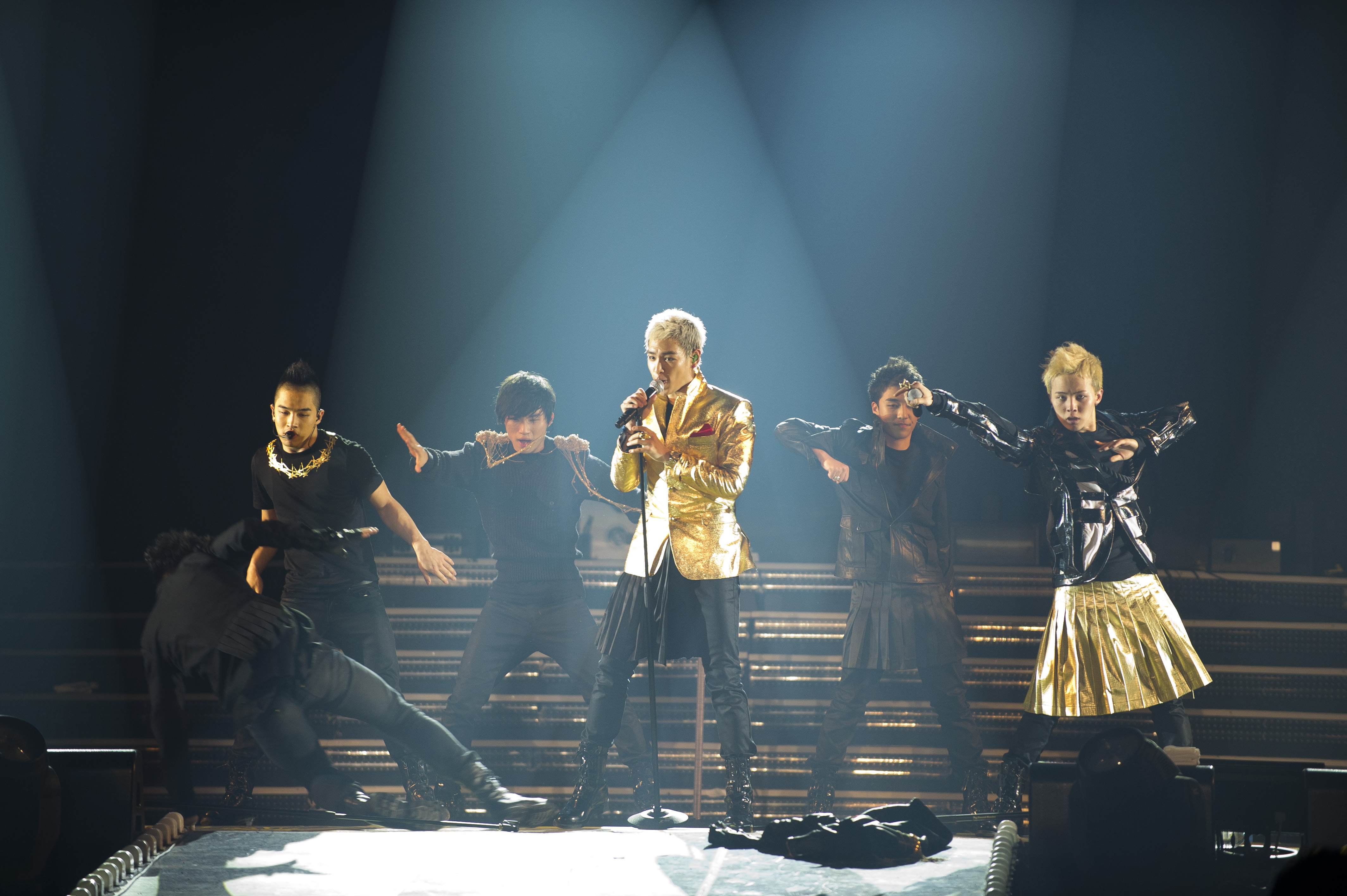
Big Bang låg etta på listan i fyra veckor med tre olika albumsläpp under året.

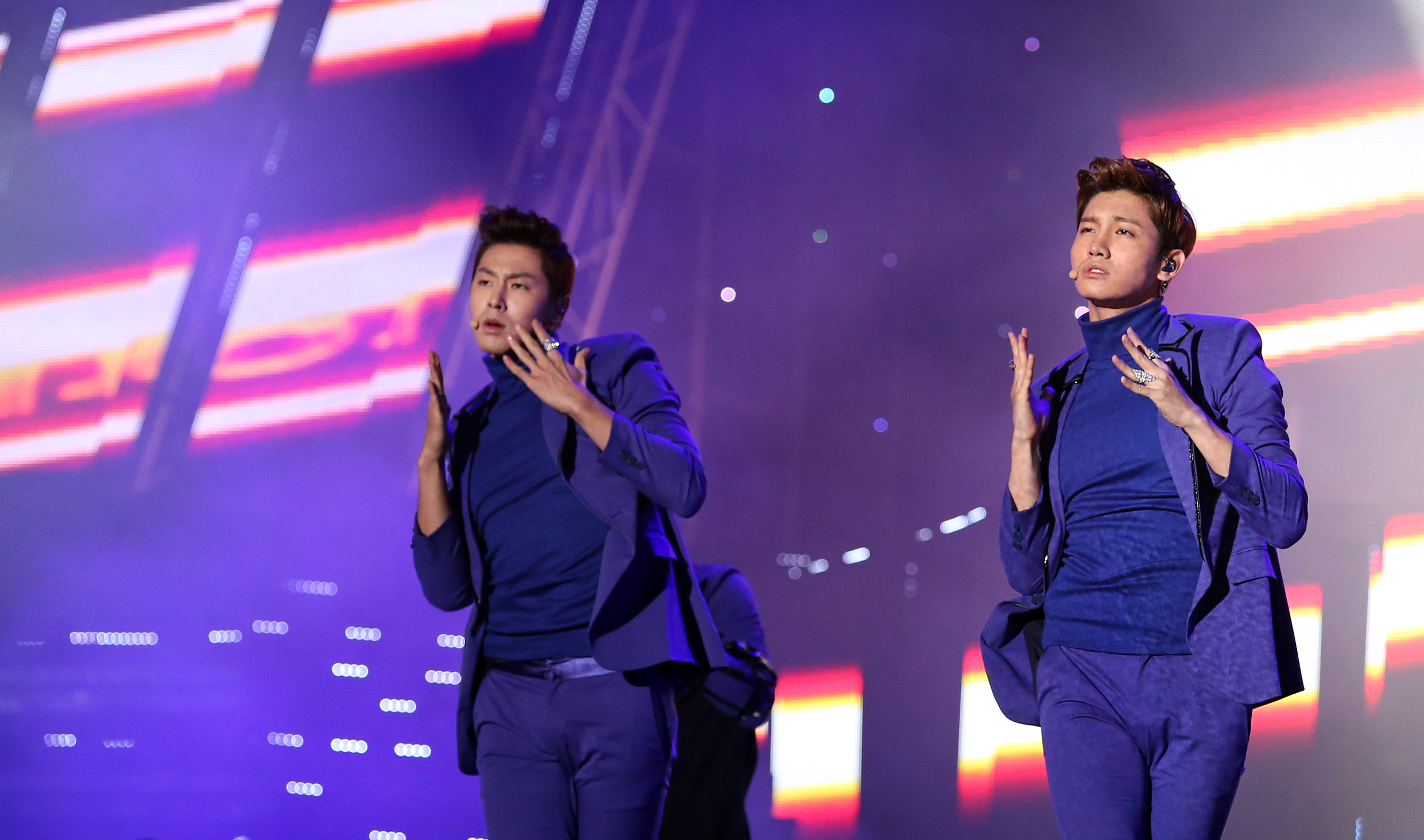
TVXQ låg etta på listan i tre veckor med två olika albumsläpp under året.

| Datum  | Artist            | Albumtitel                            |
| ------ | ----------------- | ------------------------------------- |
| 25 dec | G-Dragon & T.O.P  | GD & TOP                              |
| 1 jan  | Girls' Generation | Into the New World                    |
| 8 jan  | TVXQ              | Keep Your Head Down                   |
| 15 jan | TVXQ              | Keep Your Head Down                   |
| 22 jan | Seungri           | VVIP                                  |
| 29 jan | (Flera artister)  | Secret Garden OST                     |
| 5 feb  | U-KISS            | Only One                              |
| 12 feb | (Flera artister)  | Kolleen Selects                       |
| 19 feb | JYJ               | The Beginning                         |
| 26 feb | (Flera artister)  | Kolleen Selects                       |
| 5 mar  | Big Bang          | Tonight                               |
| 12 mar | Kim Hyung-jun     | My Girl                               |
| 19 mar | TVXQ              | Before U Go                           |
| 26 mar | CNBLUE            | First Step                            |
| 2 apr  | CNBLUE            | First Step                            |
| 9 apr  | Big Bang          | Big Bang Special Edition              |
| 16 apr | Big Bang          | Big Bang Special Edition              |
| 23 apr | f(x)              | Pinocchio                             |
| 30 apr | CNBLUE            | First Step +1 Thank You               |
| 7 maj  | Eru               | Feel Brand New                        |
| 14 maj | Heo Young-saeng   | Let It Go                             |
| 21 maj | Girls' Generation | Mr. Taxi / Run Devil Run              |
| 28 maj | F.T. Island       | Return                                |
| 4 jun  | Beast             | Fiction and Fact                      |
| 11 jun | Kim Hyun-joong    | Break Down                            |
| 18 jun | Big Bang          | 2011 Big Show                         |
| 25 jun | 2PM               | Hands Up                              |
| 2 jul  | (Flera artister)  | Infinity Challenge West Coast Highway |
| 9 jul  | (Flera artister)  | Miss Ripley OST                       |
| 16 jul | MBLAQ             | Mona Lisa                             |
| 23 jul | (Flera artister)  | Infinity Challenge West Coast Highway |
| 30 jul | 2NE1              | 2NE1 2nd Mini Album                   |
| 6 aug  | Super Junior      | Mr. Simple                            |
| 13 aug | Super Junior      | Mr. Simple                            |
| 20 aug | (Flera artister)  | I Am Singer                           |
| 27 aug | Super Junior      | Mr. Simple                            |
| 3 sep  | Super Junior      | Mr. Simple                            |
| 10 sep | Kara              | Step                                  |
| 17 sep | Sung Si-kyung     | Vol. 7 The First                      |
| 24 sep | Super Junior      | A-CHA                                 |
| 1 okt  | Infinite          | Paradise                              |
| 8 okt  | JYJ               | In Heaven                             |
| 15 okt | Kim Hyun-joong    | Lucky                                 |
| 22 okt | Girls' Generation | The Boys                              |
| 29 okt | Girls' Generation | The Boys                              |
| 12 nov | Girls' Generation | The Boys                              |
| 12 nov | Wonder Girls      | Wonder World                          |
| 19 nov | Kim Dong-ryool    | KimdongrYULE                          |
| 26 nov | JYJ               | In Heaven                             |
| 3 dec  | IU                | Last Fantasy                          |
| 10 dec | Girls' Generation | The Boys                              |
| 17 dec | SM Town           | Winter: The Warmest Gift              |
| 24 dec | Jang Keun-suk     | You're Beautiful                      |

## Månad
| Månad | Artist            | Albumtitel               |
| ----- | ----------------- | ------------------------ |
| Jan   | TVXQ              | Keep Your Head Down      |
| Feb   | Big Bang          | Tonight                  |
| Mar   | TVXQ              | Before U Go              |
| Apr   | Big Bang          | Big Bang Special Edition |
| Maj   | Beast             | Fiction and Fact         |
| Jun   | Kim Hyun-joong    | Break Down               |
| Jul   | 2NE1              | 2NE1 2nd Mini Album      |
| Aug   | Super Junior      | Mr. Simple               |
| Sep   | JYJ               | In Heaven                |
| Okt   | Girls' Generation | The Boys                 |
| Nov   | Girls' Generation | The Boys                 |
| Dec   | Girls' Generation | The Boys                 |